# Gordon Bajnai
Gordon Bajnai (Szeged, 5 maart 1968) is een Hongaars zakenman en politicus. Hij was van april 2009 tot juni 2010 eerste minister van Hongarije.
Bajnai groeide op in Baja. Na een studie aan de universiteit voor economische wetenschappen van Boedapest, nu onderdeel van de Corvinusuniversiteit, begon hij met werken in het bedrijfsleven.
Bajnai volgde als zevende eerste minister in 2009 Ferenc Gyurcsány op. Gyurcsány had hem op 1 juli 2006 aangesteld als een regeringscommissaris voor ontwikkelingspolitiek, en in juli 2007 als minister voor Lokale Zaken en Regionale Ontwikkeling. In mei 2008 werd hij minister van Nationale Ontwikkeling en Economie. Na een jaar premierschap verloor zijn partij, de MSZP, de verkiezingen van 2010. Hij werd opgevolgd als eerste minister door Viktor Orbán en trok zich terug uit de politiek, waarna hij terugkeerde naar het bedrijfsleven.
In 2012 keerde Bajnai terug door de oprichting van de politieke beweging Samen 2014 die het in 2014 opnam tegen de partij Fidesz van Viktor Orbán. In 2018 is de partij ontbonden.